# 상하이 증권거래소

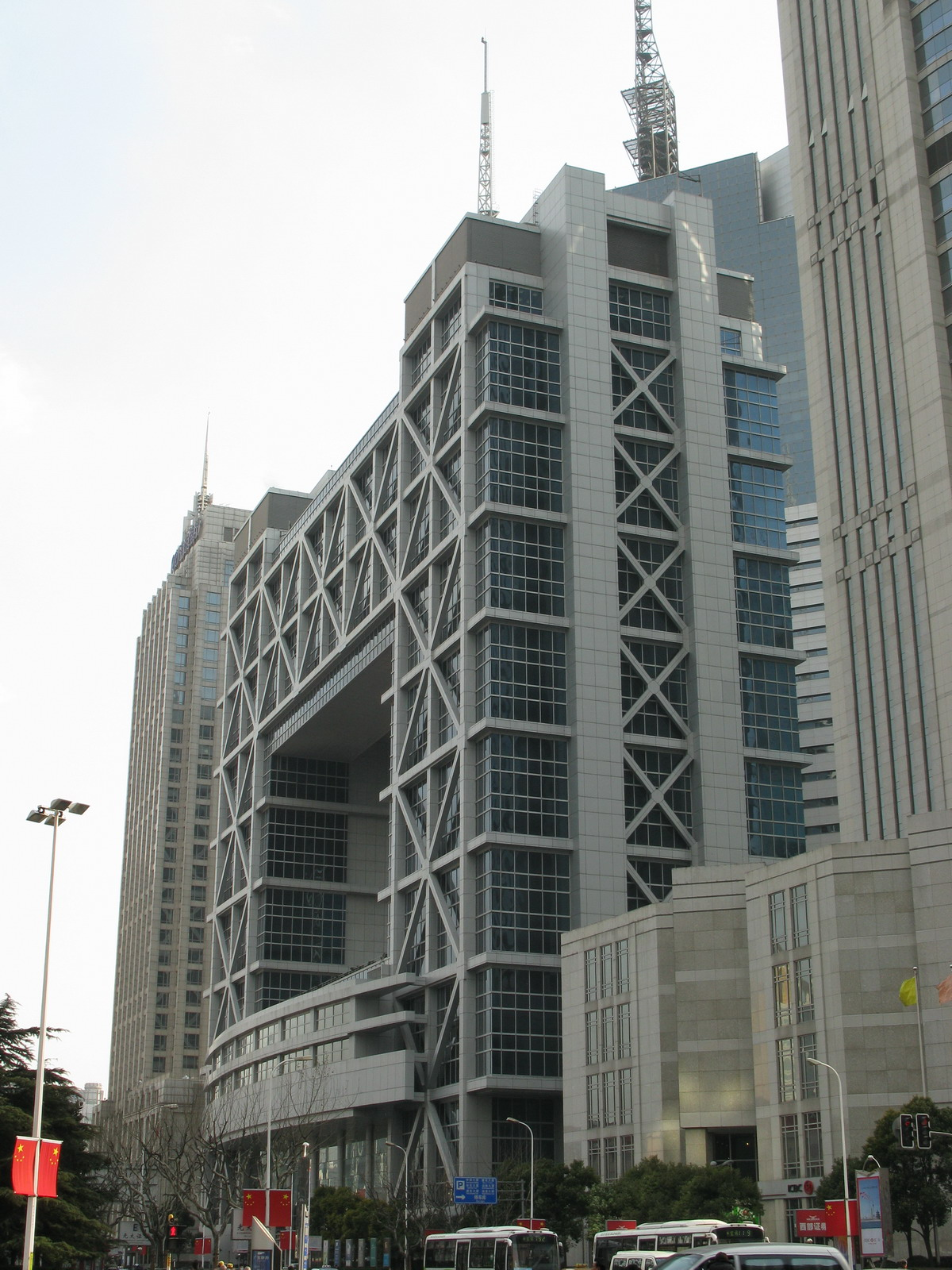
상하이 증권거래소 건물

상하이 증권거래소(중국어: 上海证券交易所, 영어: Shanghai Stock Exchange, SSE)는 중화인민공화국 상하이 시에 위치한 증권거래소이다. 중화인민공화국에서 선전 거래소, 베이징 거래소와 더불어 독립적으로 운영되는 3개의 증권거래소 가운데 하나이다.

## 같이 보기
- 홍콩 증권거래소
- 선전 증권거래소
- 베이징 증권거래소